# Metakinetoplastina
Metakinetoplastina sind ein Taxon innerhalb der Kinetoplastea.
Sie werden in die frei lebenden Neobodonida, Parabodonida und Eubodonida sowie die parasitisch lebenden Trypanosomatida gegliedert. Die freilebenden Metakinetoplastina (wie Bodo) besitzen zwei Geißeln, wobei die Vordergeißel eine Reihe von Flimmerhaaren trägt. Die hintere Geißel ist entweder mit dem Zellleib verwachsen und frei. Die Trypanosomatida besitzen dagegen nur eine Geißel, welche der Vordergeißel der übrigen Metakinetoplastina entspricht. Sie kann über mehrere Haftpunkte mit der Zelloberfläche verbunden sein, wodurch eine undulierende Membran entsteht. Die parasitisch lebenden Metakinetoplastina vermehren sich nur in Insekten. Einige Arten zeigen einen Wirtswechsel zwischen Insekten und Wirbeltieren oder Insekten und Pflanzen und spielen als Krankheitserreger eine Rolle.

## Systematik
Syastematik gemaäß der Taxonomie des National Center for Biotechnology Information (NCBI): und World Register of Marine Species (WoRMS):
Metakinetoplastina Vickerman, 2004
- Eubodonida (mit Bodo)
- Neobodonida (mit Azumiobodo, Dimastigella, Neobodo, Rhynchobodo und Rhynchomonas)
- Parabodonida (mit Parabodo und Trypanoplasma)
- Trypanosomatida (mit Leishmania und Trypanosoma)

WoRMS nennt als weitere Gruppe Bodonida, die aber gemäß der NCBI-Taxonomie vollständig aufgelöst wurde, indem die früheren Mitgliedern auf die anderen Gruppen aufgeteilt wurden (siehe Systematik der Kinetoplastea).